# Georg Prader (Politiker, 1917)

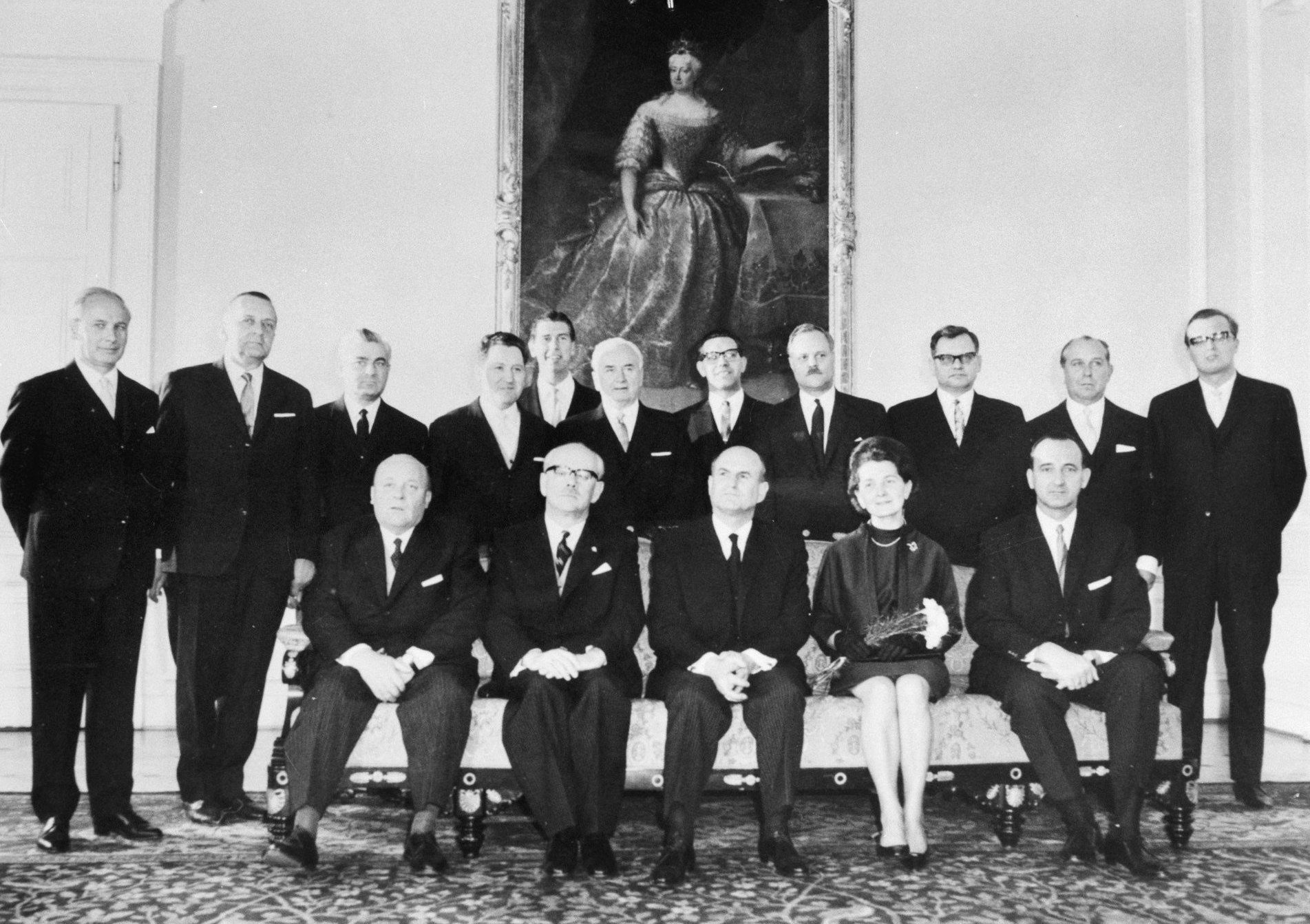
Bundesregierung Klaus II, Georg Prader, sitzend, erster von links (1966)

Georg Prader (* 15. Juni 1917 in St. Pölten; † 16. März 1985 in Wien) war ein österreichischer Politiker (ÖVP).

## Leben

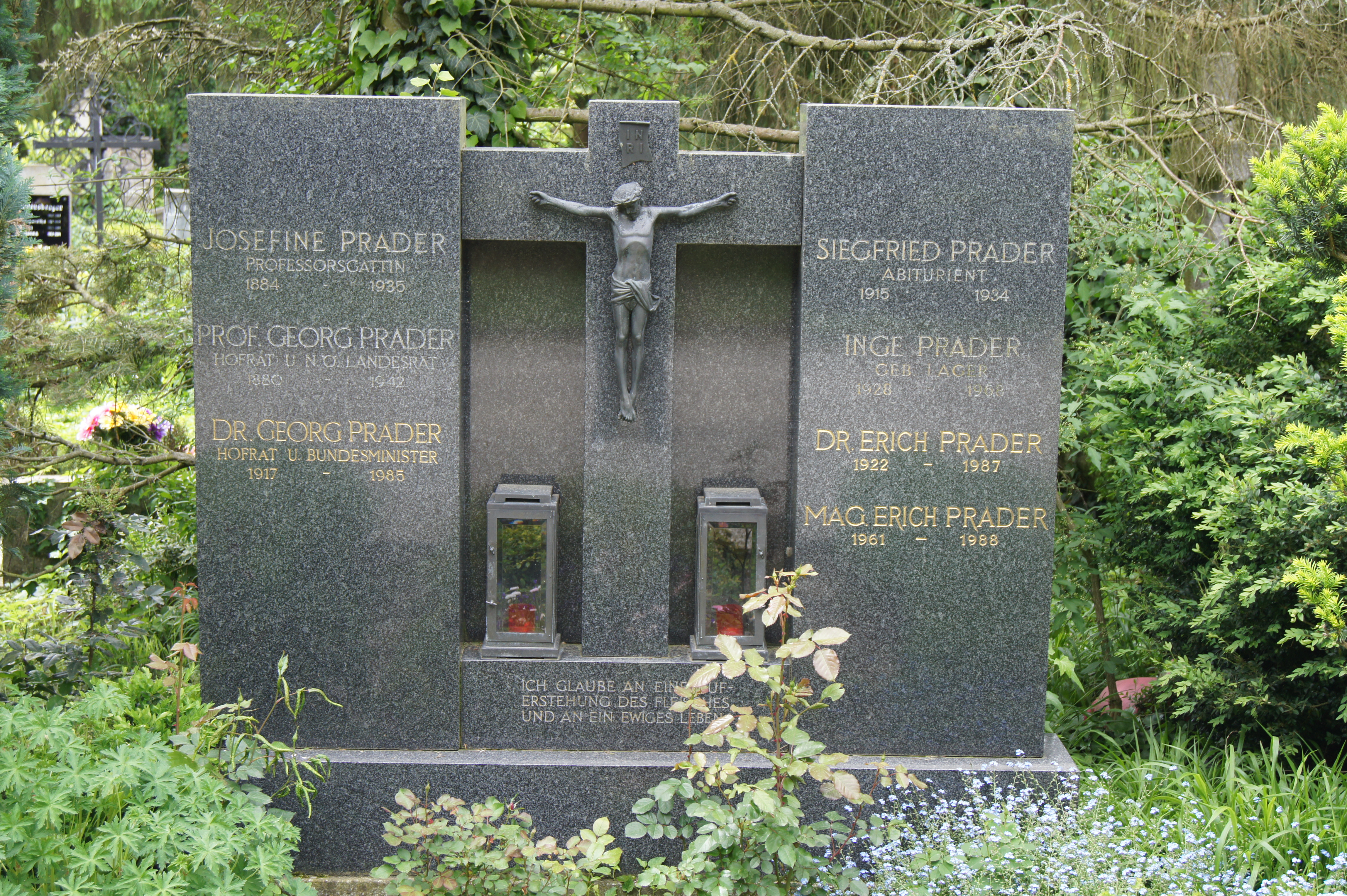
Grabmal von Familie Prader am Hauptfriedhof St. Pölten (2013)

Prader studierte nach der Volksschule und dem Gymnasium Rechtswissenschaft an der Universität Wien, wo er 1946 zum Dr. iur. promovierte. Von 1954 bis 1959 Mitglied des Bundesrates, 1959 wechselte er in den Nationalrat, wo er bis 1979 ein Mandat innehatte. Von 1964 bis 1970 war Prader Verteidigungsminister in den Kabinetten Klaus I und Klaus II. Während dieser Zeit leitete er die Anschaffung von Abfangjägern der Firma Saab in die Wege. Außerdem war er von 1967 bis 1975 Landesparteiobmann der niederösterreichischen ÖVP und bekleidete 1968 das Amt des Obmanns des ÖAAB Niederösterreich. Sein Grab befindet sich auf dem Hauptfriedhof St. Pölten.
Prader wurde 1933 bei der Udonia Seitenstetten rezipiert, bekleidete bei dieser mehrere Chargen und war seit 1937 Mitglied der katholischen Studentenverbindung KaV Norica Wien.